# News Corp
News Corporation, hay News Corp, là một công ty truyền thông đại chúng và xuất bản của Hoa Kỳ có trụ sở tại Midtown Manhattan, Thành phố New York. Công ty được thành lập vào ngày 28 tháng 6 năm 2013 sau khi công ty News Corporation cũ tách ra làm hai. Công ty hoạt động trong nhiều lĩnh vực như thông tin nhà đất kỹ thuật số, truyền thông tin tức, xuất bản sách và truyền hình cáp, đồng thời sở hữu các tên tuổi như Dow Jones & Company (công ty xuất bản The Wall Street Journal), News UK (nhà xuất bản The Sun và The Times), News Corp Australia, REA Group (quản lý realestate.com.au), Realtor.com, và nhà xuất bản sách HarperCollins.
News Corp là một trong hai công ty kế tục công ty News Corporation cũ, với công ty còn lại là 21st Century Fox—đơn vị sở hữu Fox Entertainment Group. 21st Century Fox sẽ kế thừa công ty News Corporation cũ về mặt pháp lý, còn News Corp sẽ là công ty hoàn toàn mới. Sau khi Walt Disney Company mua lại phần lớn tài sản của 21st Century Fox vào năm 2019 thì Fox Corporation, công ty anh em của News Corp và công ty kế tục của 21st Century Fox cũ, cũng được gia tộc Murdoch thâu tóm.